# Буксбаумия безлистная
Буксба́умия безли́стная, или Буксба́умия обыкнове́нная (лат. Buxbaūmia aphȳlla) — листостебельный мох, типовой вид рода Буксбаумия.

## Описание
Очень мелкий мох, однолетник растущий одиночно или группами. Относится к классу Листобельных мхов. 

#### Стебель
Стебель крошечный, достигает всего до 1 мм высотой, с немногими рудиментарными черепитчатыми листьями, в основании с большим количеством ризоидов. 

#### Листья и ножка
Листья как и стебель небольшого размера, имеют широкояйцевидную форму, по краям с длинными нитевидными выростами, образующимися из прорастающих краевых клеток. Клетки пластинки листа продолговато-пяти-, шестиугольные, тонкостенные. При созревании спор листья разрушаются и окутывают основание ножки слоем густого войлока.

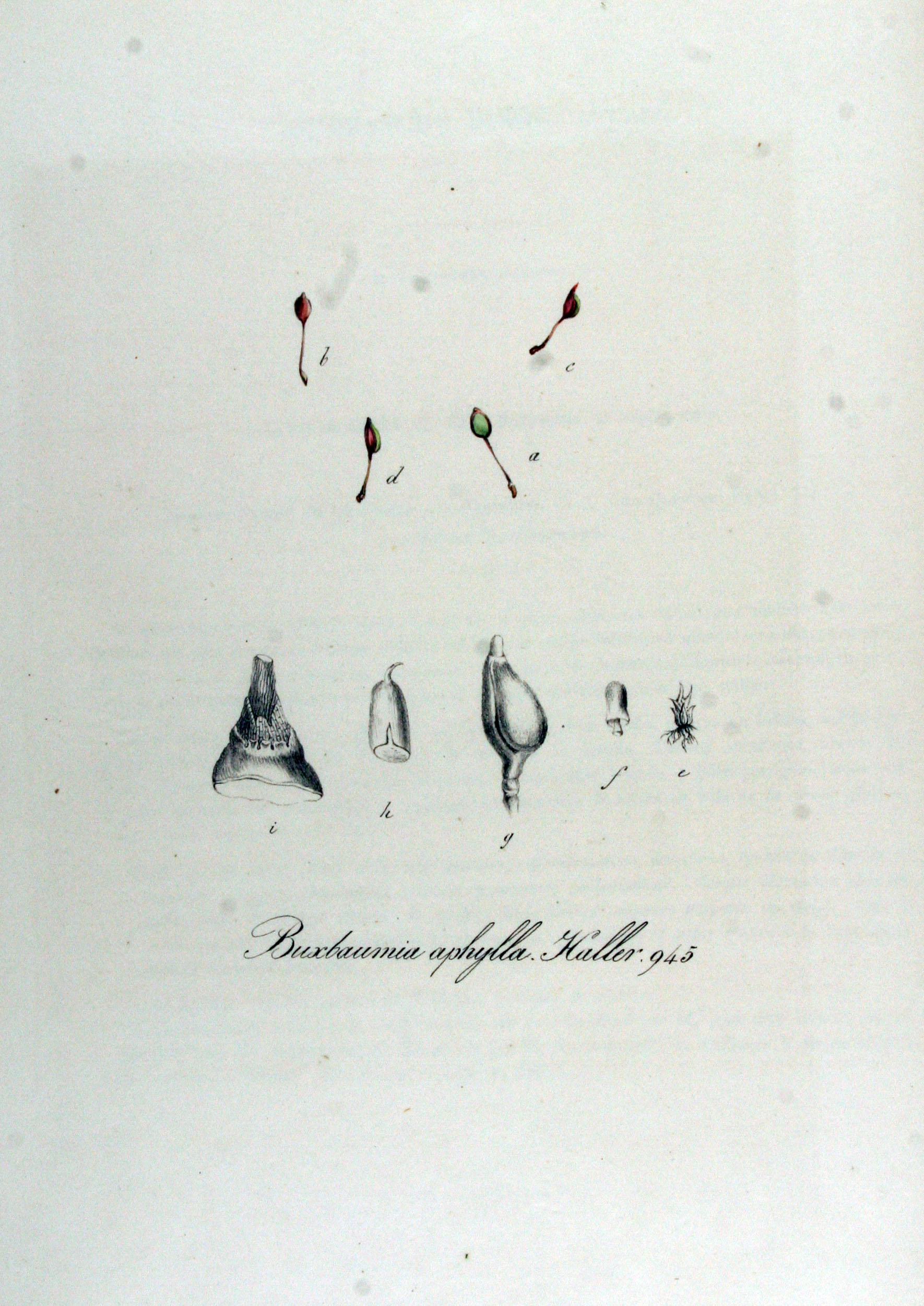

#### Ножка
Ножка прямая и толстая, 0,5—2 см высоты, грубобородавчатая, красно-бурого цвета.

#### Коробочка
Коробочка большая, до 6 мм длиной и 3,5 мм шириной, косовосходящая, позже почти горизонтальная, косояйцевидная, суженная в устье, дорсовентральная, с почти плоской спинкой и сильно выпуклой брюшной стороной, которые разделены блестящим красным ободком. Наружный перистом из одного ряда коротких зубцов, внутренний – бледный, плёнчатый, значительно выше наружного. Колечко очень широкое, до половины высоты внутреннего перистома. Крышечка маленькая, тупоконическая, долго остающаяся, опадает вместе с верхней частью колонки. Колпачок маленький, наперстковидный, покрывающий только крышечку и рано опадающий. Споры малочисленные, гладкие, мелкие.

## Среда обитания и распространение
Произрастает на песчаных, глинисто-песчаных, торфянистых или перегнойных почвах. В основном на песчаной почве в хвойных лесах, особенно сосновых, по краям канав, дорог и тропинок, на камнях покрытых слоем почвы.
Распространена в северной части планеты. На юге можно встретить только в Новой Зеландии.

## Галерея

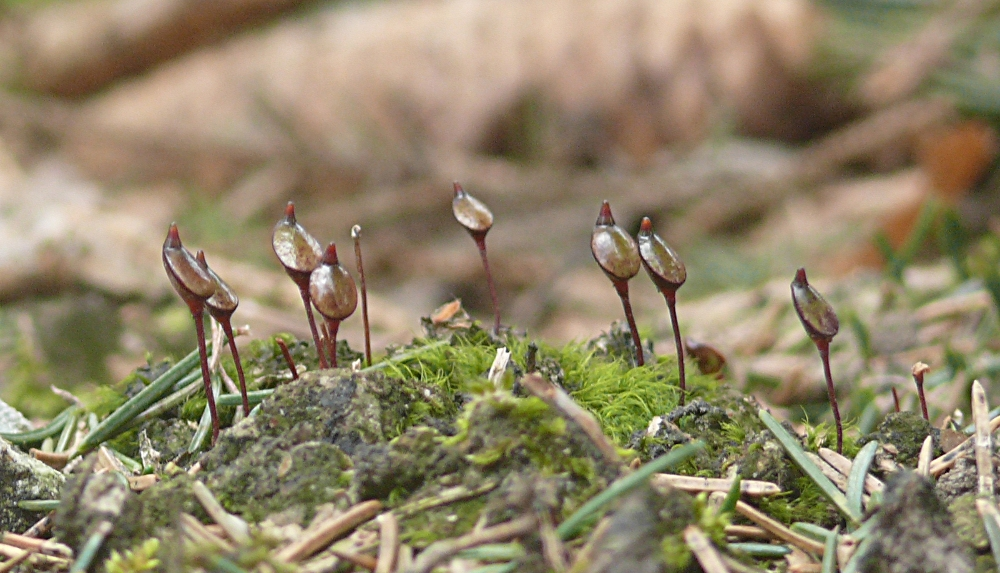
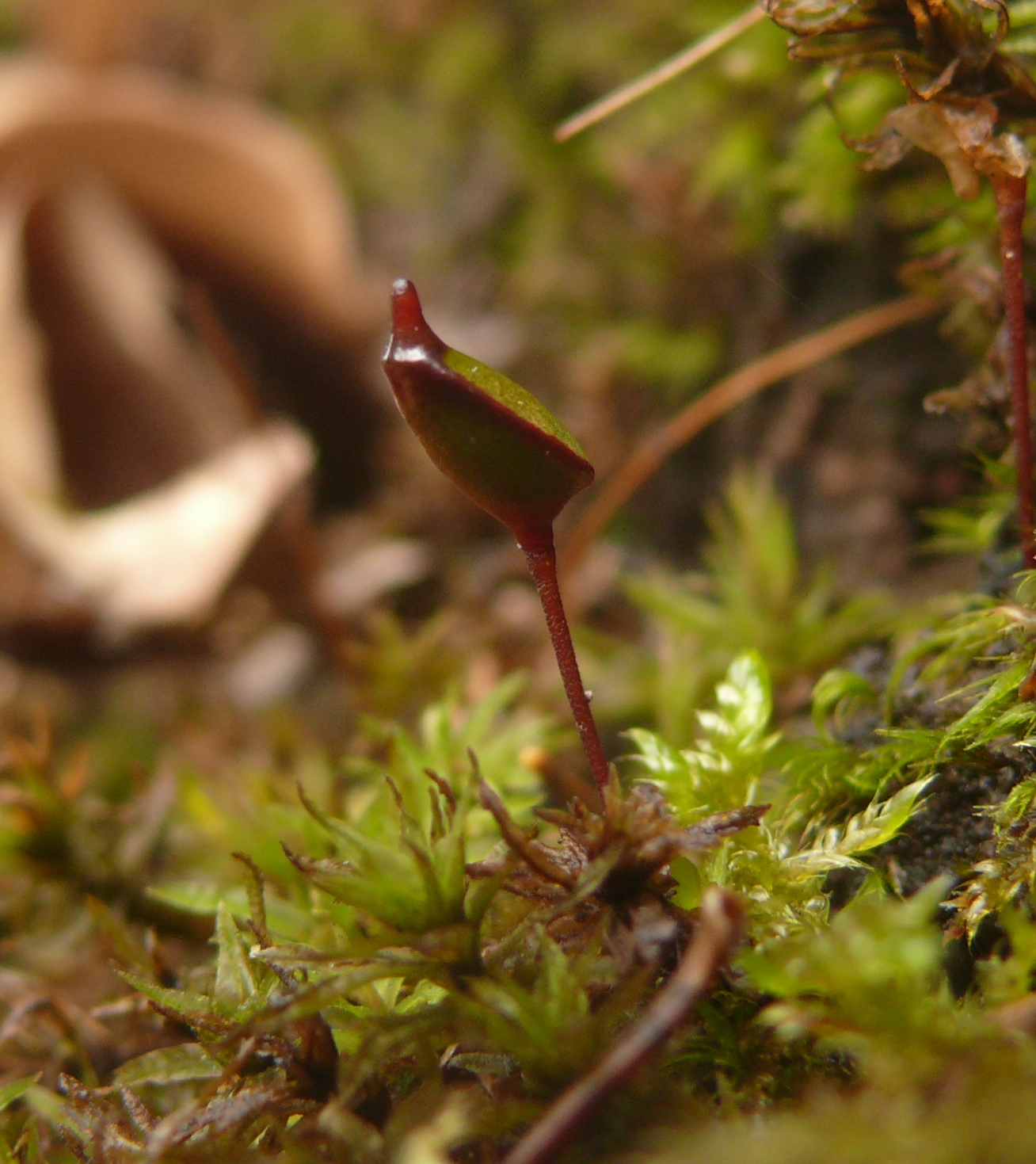
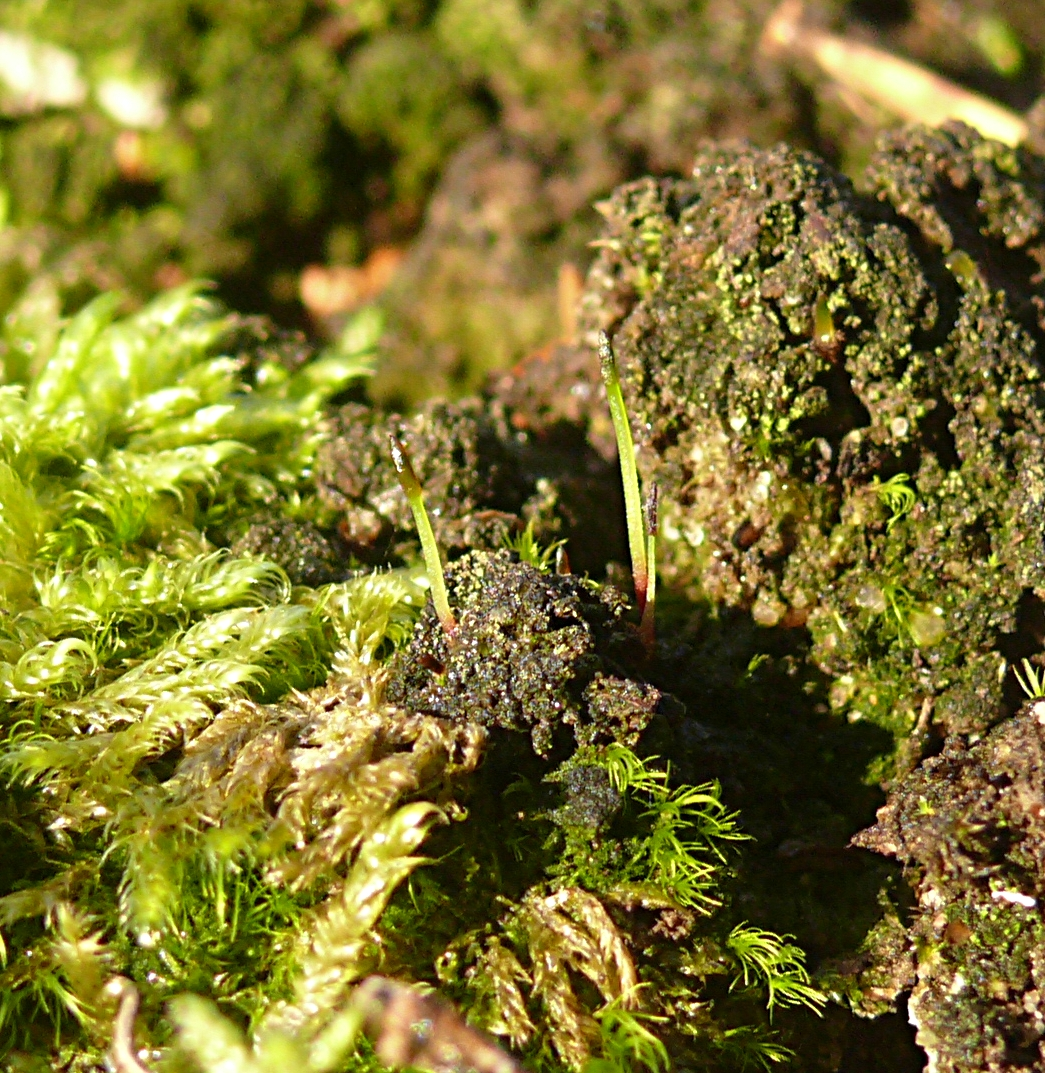
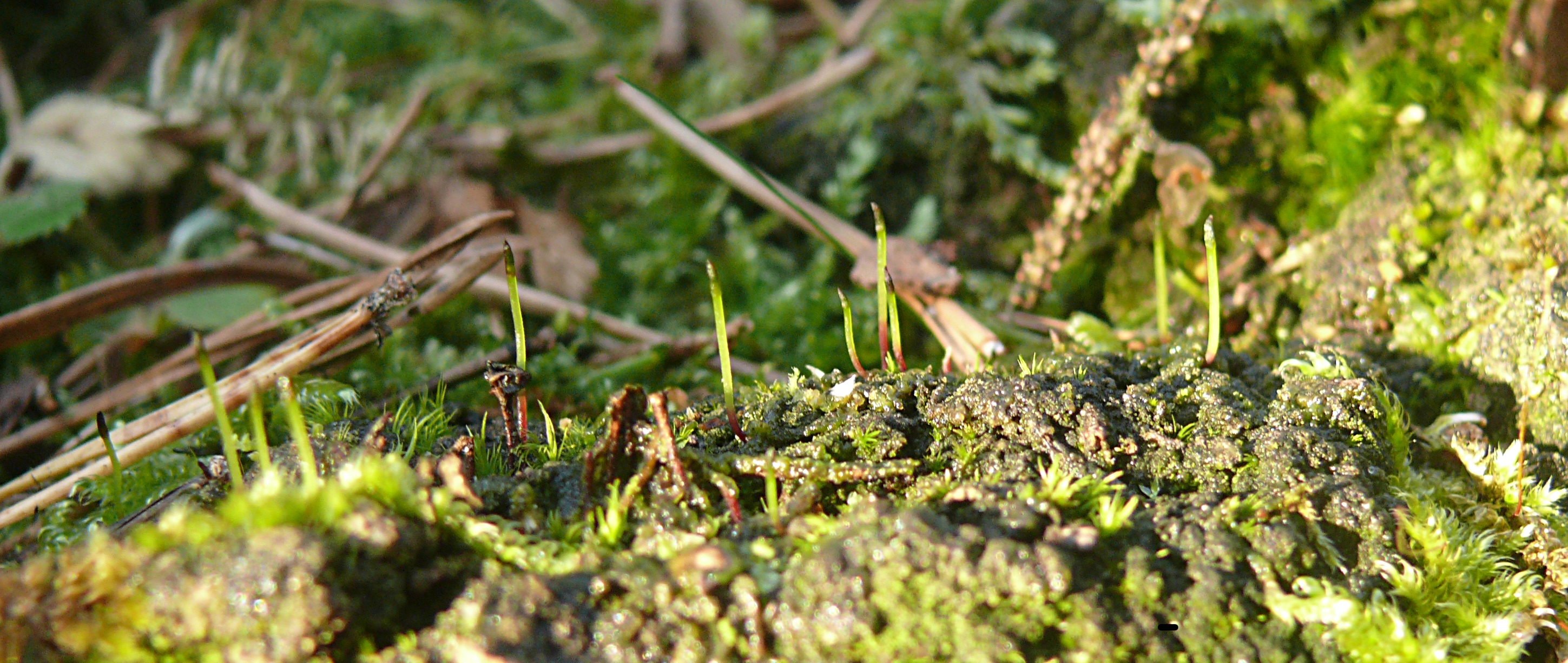

## Охранный статус
Вид включён в Красные книги:	
- Архангельской области
- Мурманской области
- Красноярского края
- Сахалинской области
- Чукотского автономного округа
- Кировской области
- Республики Татарстан
- Ульяновской области
- Новгородской области
- Томской области